# بخش ترانوس
بخش ترانوس (به سوئدی: Tranås kommun) یک ناحیه شهرداری در سوئد است که در شهرستان یونشوپینگ واقع شده‌است.